# 盖莱奈什
盖莱奈什，是匈牙利索博尔奇-索特马尔-贝拉格州所辖的一个村。总面积20.55平方公里，总人口519，人口密度25.3人/平方公里（2011年1月1日）。